# Комо (народ)
Ко́мо (бакомо) — народ, проживающий на территории Конго в районе
Кисангани. Численность населения (вместе с народами бира (бабира) и ломби (баломби) около 500 тыс. человек на 1998 год. Языки — комо, кингвана входящие в состав бантоидных языков бенуэ-конголезской семьи. (Языковая карта) (Южанин, 1987. С. 233).

## История
В первой половине XIX века переселились из государства Буньоро (современная Уганда) на современные территории (Винокуров, 1987. С. 536).

## Занятия
Занимаются ручным переложным земледелием (бананы, маниок, батат, арахис, овощи, фрукты. сахарный тростник, хлопчатник, в сухих районах — сорго и маис). Распространена охота, при которой часто используют сети и ловушки. Также занимаются рыболовством, собирательством, разводят овец и коз. Утрачивают значение такие традиционные ремёсла, как гончарное дело, резьба по дереву — маски, орнаментация стен хижин, фигурки предков и т. д. (Шитов, 2007. С. 610).

## Социальная организация и образ жизни
Включает этнические группы гумуз, квама и удук.
В деревне есть клан с советом старейшин во главе. Большая традиционная семья, патрилинейный счет родства, полигиния исчезает. У гумуз распространены обменные браки, предпочтительно с дочерью брата отца. Квама предпочитают обмен сёстрами, но используют и выкуп, тогда как удук полностью отказались и от обменных браков, и от выкупа, который считают рабством. Существуют обряды инициаций мальчиков (нкумби) и девочек (элима).

### Религия
Традиционные верования. Вера в создателей мира (Муунгу) и демиургов (Нкья). Существуют астральные мифы. Перед началос сельскохозяйственных работ и охотой проводятся обряды с жертвоприношениями духам. Также существует вера в магию. Часть населения — католики (в основном городские жители).

## Язык
Язык комо имеет письменность на латинской основе: A a, B b, Bh bh, C c, D d, Dh dh, E e, Ɛ ɛ, G g, Gb gb, I i, J j, K k, Kp kp, L l, M m, Mb mb, Mp mp, N n, Nd nd, Ng ng, Ngn ngb, Nj nj, Nk nk, Nkp nkp, Ns ns, Nt nt, Ny ny, O o, Ɔ ɔ, P p, Ph ph, S s, T t, U u, Y y.